# Rose Kelly
Rose Edith Kelly (23 de julio de 1874–1932) se casó con el autor, notable mago y ocultista Aleister Crowley en 1903. En 1904, ella le ayudó en El Cairo durante el trabajo ritual dirigido a la recepción de El libro de la ley, en que Crowley basó la mayor parte de su filosofía y religión, Thelema.

## Primeros años
Rose Edith Kelly nació en el 78 de Cambridge Terrace, Paddington, Inglaterra, de Frederic Festus Kelly y Blanche Bradford Kelly. Su abuelo, también llamado Frederic Festus Kelly, era el fundador de Kelly's Directories Ltd, una especie de guías con las direcciones de negocios, tiendas y otros puntos de interés en cada pueblo y ciudad que fueron muy populares en la época victoriana.
Era la mayor de tres hijos, sus hermanos eran Eleanor Constance Mary y Gerald Festus.  
En 1880, la familia se mudó al vicariado de Camberwell, donde su padre sirvió como reverendo para la parroquia de St. Giles durante los siguientes 35 años. En 1895, Rose acompañó a su hermano Gerald a Ciudad del Cabo, Sudáfrica, donde él convaleció de una dolencia hepática durante el invierno de 1895-96. 
El 31 de agosto de 1897 se casó con el Mayor Frederick Thomas Skerrett en la iglesia de St Giles, Camberwell. Era miembro del Cuerpo Médico del Ejército Real y unos quince años mayor que ella. Murió el 19 de agosto de 1899. 
En 1901, la joven viuda se reunió con su hermano Gerald en París, Francia, donde se quedó por seis meses.

## Matrimonio con Crowley yEl libro de la ley
Rose y Aleister Crowley se fugaron juntos el 11 de agosto y se casaron el 12 de agosto de 1903, para salvarla de un matrimonio arreglado. Su unión, aun así, fue de inmediato más allá de un matrimonio de conveniencia. Partieron a una larga luna de miel que les llevó a El Cairo, Egipto a principios de 1904.
El 16 de marzo de 1904, "en un intento abiertamente frívolo de impresionar a su esposa", Crowley probó a intentar "mostrarle a las sílfides" utilizando el ritual de Bornless. A pesar de que no vio nada, ella pareció entrar en un ligero trance y dijo repetidamente "te están esperando!". Después de pedirle al dios Tot que aclare el asunto y lograr que Rose identifique la fuente del mensaje como Horus, Crowley la llevó al Museo Boulaq y le pidió que le señalara a Horus. Rose no tenía el menor interés ni conocimiento en magia y mitología. Pasó ante varias imágenes comunes del dios y dirigió a Aleister directamente hasta una estela funeraria pintada de madera, la Estela de la Revelación, de la vigésimo sexta dinastía egipcia, que representa a Horus recibiendo una ofrenda del difunto, un sacerdote llamado Anj ef Jonsu. Crowley quedó impresionado por el hecho de que el museo había numerado esta pieza con el 666, el número con que se había identificado desde la infancia.
Este sincronicidad y otras le hicieron prestar más atención a lo que Rose le decía. En su hotel, en tres días sucesivos empezando el 8 de abril de 1904, entraba en su habitación y comenzando a mediodía, y por exactamente una hora, escribió bajo el dictado de una presencia sombría detrás de él, que identificó como Aiwass. Los resultados de los tres días fueron los tres capítulos que conforman El libro de la ley. Crowley informa que hubo un momento en que no entendió una frase, en la página 19 del manuscrito original, que Rose anotó como 'La estrella de cinco puntas, con un círculo en el medio, el círculo es rojo.'
Rose tuvo dos hijas con Crowley: Nuit Ma Ahathoor Hecate Sappho Jezebel Lilith (julio de 1904 –1906) y Lola Zaza (1907–1990). Rose y Aleister se divorciaron en 1909, después de verse afectada psicológicamente por las sesiones sadomasoquistas y voyeuristas a las que Crowley la obligaba, al empezar a involucrarse en rituales más violentos desde 1905, y la muerte de su hija Lilith. 

## Ruptura con Crowley
Tras una expedición al Kangchenjunga, Crowley se reunió con ellas en Calcuta. Contrataron porteadores y una niñera y durante cinco meses recorrieron el sur de China. Crowley meditaba, realizaba el ritual de Bornless cada día, fumaba opio y estudiaba el I Ching. En Hanói las envió de regreso a Europa mientras él se dirigía a Shanghái. Allí se reunió con su vieja amiga Elaine Simpson, que quedó fascinada con El libro de la ley y juntos realizaron rituales para tratar de contactar con Aiwass. Crowley después navegó a Japón y Canadá, antes de detenerse en Nueva York, donde trató sin éxito de buscar apoyos para una segunda expedición al Kangchenjunga. En Londres se enteró de que Lilith había muerto en Rangún de fiebre tifoidea. Crowley culpó a Rose, sospechando que no había limpiado bien el biberón de la niña. En febrero de 1907 dio a luz una segunda hija.
Crowley le permitió permanecer en Boleskine House cuidando de su otra hija, hasta que en 1911, la envió a un asilo mental alegando demencia alcohólica. Kelly murió allí en 1932.